# Stemma di Parigi
Lo Stemma della città di Parigi, nella sua forma attuale, risale al 1358, anno in cui il re Carlo V concede il capo seminato di gigli di Francia.

## Descrizione
La blasonatura dell'arma è:
La nave, chiamata Scilicet, era l'emblema della potente corporazione dei Nautes o Marchands de l'eau (mercanti dell'acqua), che gestì la municipalità durante il medioevo. Il motto della città, « Fluctuat nec mergitur » (« battuta dai flutti senza venir sommersa » oppure « naviga ma non affonda »), è sempre un riferimento a questo battello. Il motto compare per la prima volta alla fine del XVI secolo, ma fu ufficializzato solo da un decreto, datato 24 novembre 1836, del Barone Haussmann, allora prefetto del dipartimento della Senna.
Nella rappresentazione completa l'arma riporta le decorazioni che la città è autorizzata a inserire sul proprio stemma, la croce di Cavaliere dell'Ordine della Legion d'onore (decreto del 9 ottobre 1900, al centro), la croce di Guerra 1914-1918 con palma di bronzo (decreto del 28 luglio 1919, a destra) e la croce di Compagno della Liberazione dell'Ordine della Liberazione (decreto del 24 marzo 1945, a sinistra). Al di sopra dello stemma è presente una corona muraria d'oro a cinque torri, mentre a destra è presente un ramo di quercia e a sinistra uno d'alloro. Il motto è solitamente riportato al di sotto.

## Storia

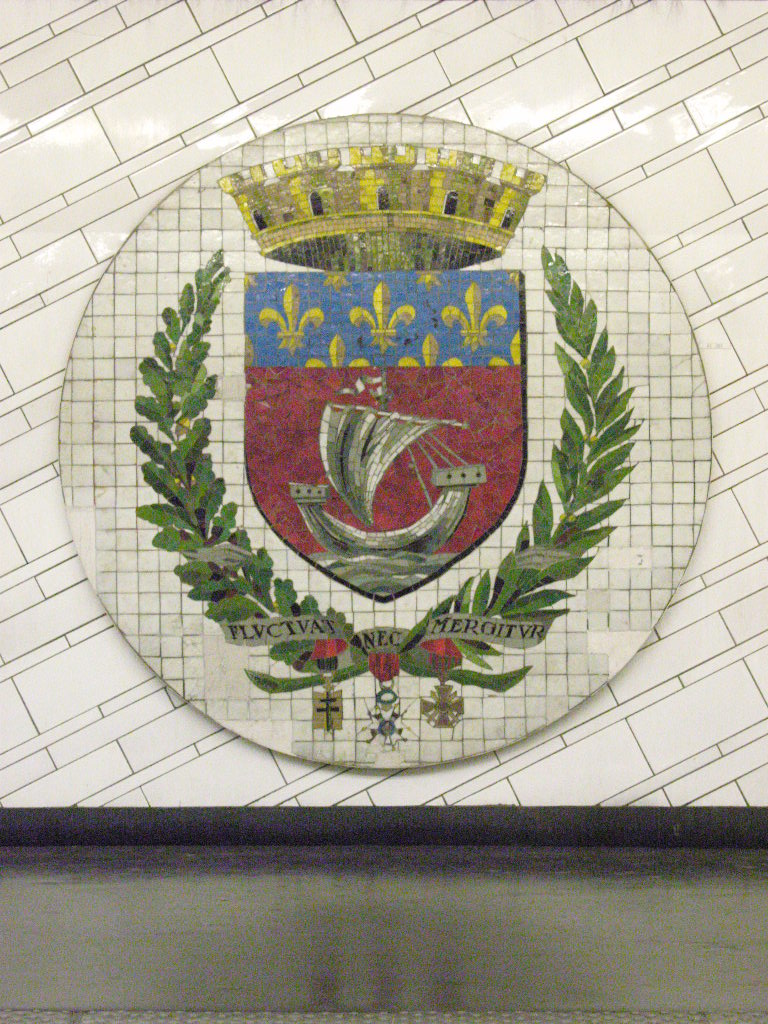
Stemma di Parigi sul muro della stazione Hôtel de Ville, Linea 1

Una nave, o un vascello, sembra essere stata da sempre il simbolo della corporazione dei marchands de l'eau che è all'origine della nascita della municipalità parigina. Questo simbolo potrebbe anche risalire ai nautes di Lutezia dell'età gallo-romana, anche se la sua forma non è sempre stata la stessa.
La prima menzione dell'arma di Parigi è del 1190 allorquando Filippo Augusto, al momento della partenza per la Terra santa, concede il primo blasone alla città:
È San Luigi che riconosce per la prima volta ufficialmente il sigillo di Parigi. Questo sigillo permette di riconoscere gli atti presi dai prevosti dei mercanti, eletti dai loro pari (i nautes), per dirigere la città.
Sui sigillo del XIV secolo si trova la legenda Sigillum mercatorum aquæ Parisius,  che rimane in uso fino ai primi anni del XV secolo.
La trasformazione del sigillo in un vero e proprio blasone portante un vascello sormontato da un capo di gigli di Francia è notoriamente attestato delle lettere patenti emesse da Luigi XVIII il 20 dicembre 1817, che si rifanno ad un'ordinanza del 2 febbraio 1699, contenente la seguente descrizione:
Successivamente, allorché la rivoluzione francese ebbe abolito la nobiltà con il decreto del 20 giugno 1790, si ebbe simultaneamente la soppressione di tutti gli emblemi corrispondenti. La municipalità di Parigi si adeguò rapidamente decidendo la soppressione del proprio stemma nel novembre dello stesso anno.
Bisognerà attendere l'instaurazione del Primo impero perché le città vengano nuovamente autorizzate a dotarsi di un'arma. Nel caso di Parigi ciò si concretizzerà con le «lettere patenti» accordate alla città da Napoleone I il 29 gennaio 1811, nelle quali il capo del blasone porta tre api d'oro su sfondo di rosso al posto dei precedenti gigli di Francia. Si ha anche la comparsa di una stella al disopra della nave e della dea Iside sulla prua del vascello.
La Restaurazione, con le lettere patenti di Luigi XVIII del 1817, ristabilì lo stemma di Parigi nella sua forma tradizionale.
Dal 1848 al 1853, dalla Seconda Repubblica all'inizio del Secondo Impero, il capo d'azzurro seminato di gigli viene sostituito da un seminato di stelle. Da notare che Napoleone III permise il ritorno al capo fiorito di Francia.

Stemma attuale (1358)
Stemma di Parigi durante il Primo Impero (1811-1814)
Stemma di Parigi durante la Seconda Repubblica

## Utilizzo attuale
- È presente su numerosi arredi urbani parigini, tra i quali l'Hôtel de Ville, i municipi degli arrondissement, le stazioni ferroviarie, i ponti, le scuole e i collegi, le fontane Wallace, le colonne Morris.
- Nella sua versione completa è stato a suo tempo presente sulle carte parigine di pagamento del parcheggio denominate Paris carte.
- È anche utilizzato, in maniera stilizzata, nel logo della Municipalità di Parigi, per cui si trova su numerose affissioni municipali, su diversi veicoli comunali, sui quadri murali dell'illuminazione pubblica, ecc. ecc.
- Attualmente la Prefettura della Polizia di Parigi utilizza uno stemma largamente ispirato a quello della città.
- È stato anche usato sul francobollo da 0,30 franchi emesso nel 1965, il cosiddetto 0,30 franc Blason de Paris.

A seconda delle rappresentazioni si può avere una nave con uno, due o tre alberi e possono o meno essere presenti i remi. La corona murale che sormonta lo scudo ha spesso tre o quattro torri.

## In Italia

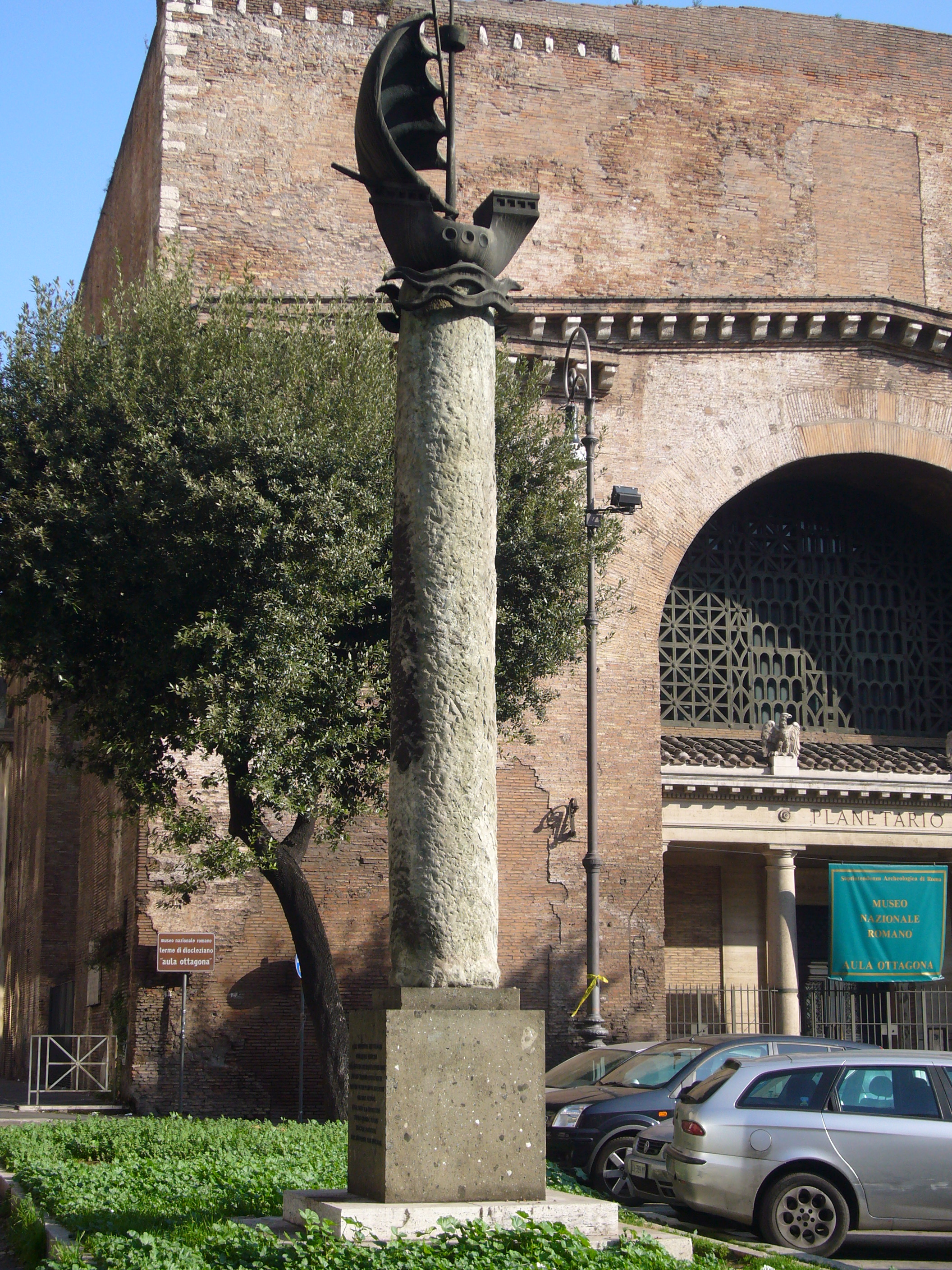
Monumento di via Parigi a Roma

A Roma, in via Parigi, esiste un monumento che riprende la nave presente nello stemma parigino. Sia l'intitolazione della via che la colonna risalgono al gemellaggio avvenuto nel 1956 tra le due capitali.

## Aneddoti
- Albert Uderzo vi si è ispirato nel 1993 per disegnare lo stemma di Tartre-Gaudran, un piccolo comune che si trova ai confini dell'Île-de-France.
- Lo stemma fu anche usato quale logo dei Giochi della VIII Olimpiade che furono disputati a Parigi.

## Colori di Parigi
I colori tradizionali della città di Parigi sono, da lunga data, il rosso e il blu. La loro prima apparizione ufficiale è dell'anno 1358, quando Étienne Marcel, prevosto dei mercanti, all'epoca in conflitto con il delfino di Francia, futuro Carlo V, fece vestire ai suoi partigiani degli chaperon rossi e blu. I colori di Parigi, blu e rosso, uniti al bianco della casa reale diedero origine al tricolore francese.

## Galleria d'immagini

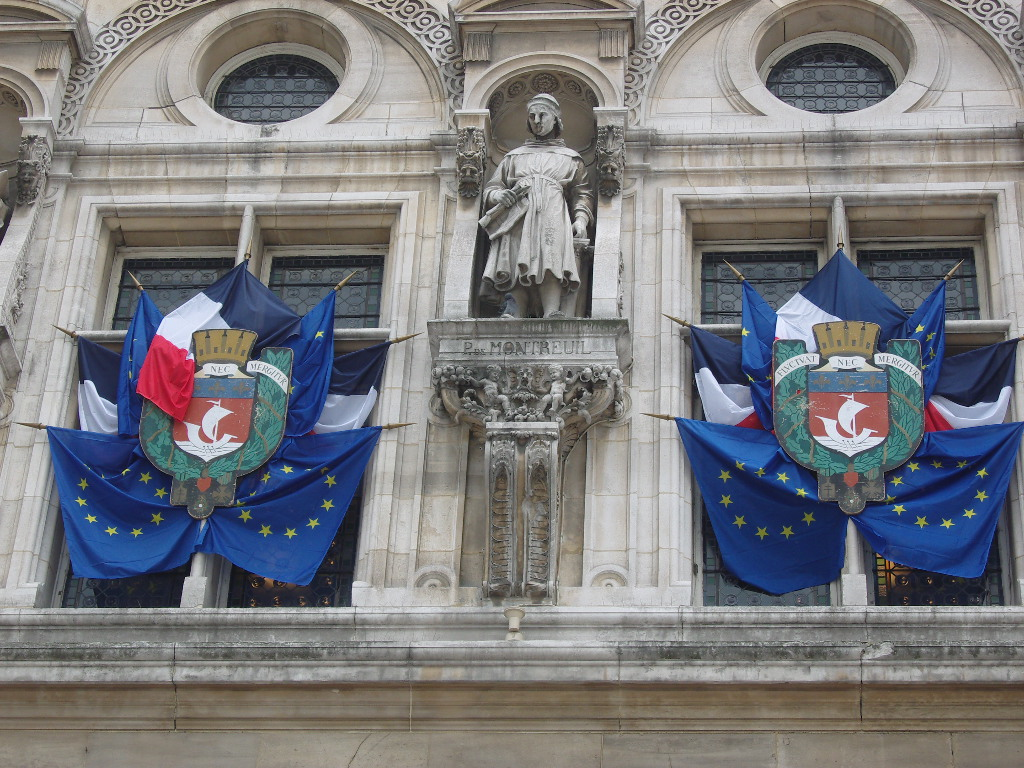
Facciata pavesata dell'Hôtel de ville
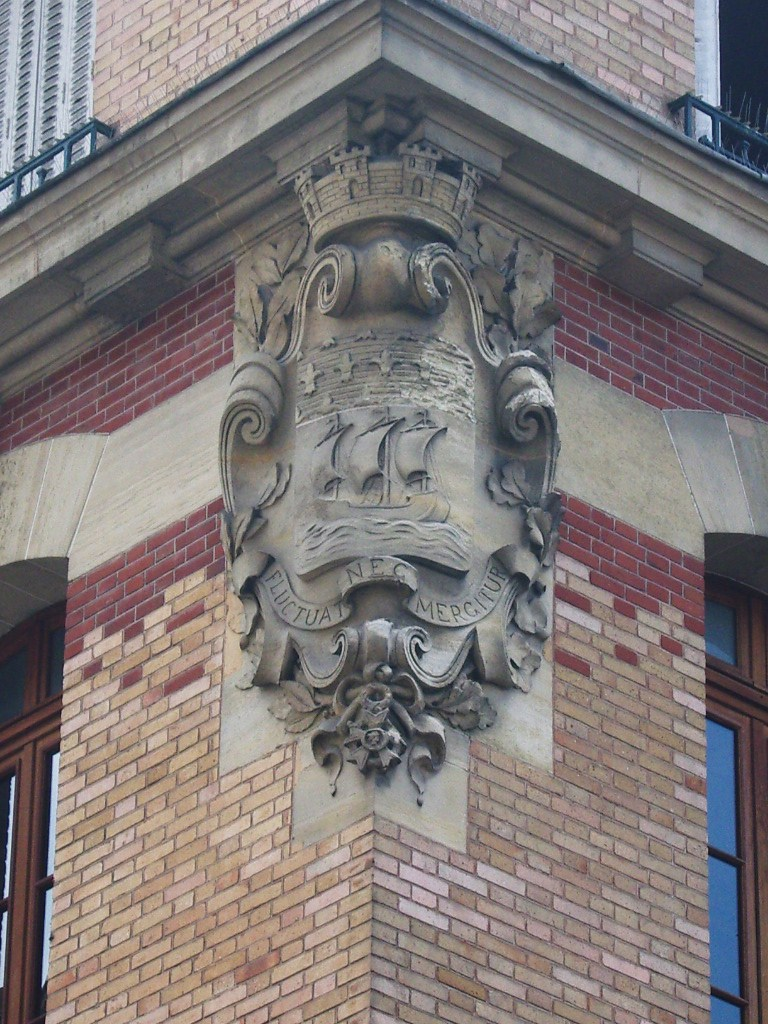
Stemma di Parigi scolpito sulla scuola di rue de la Providence, Parigi 13e.
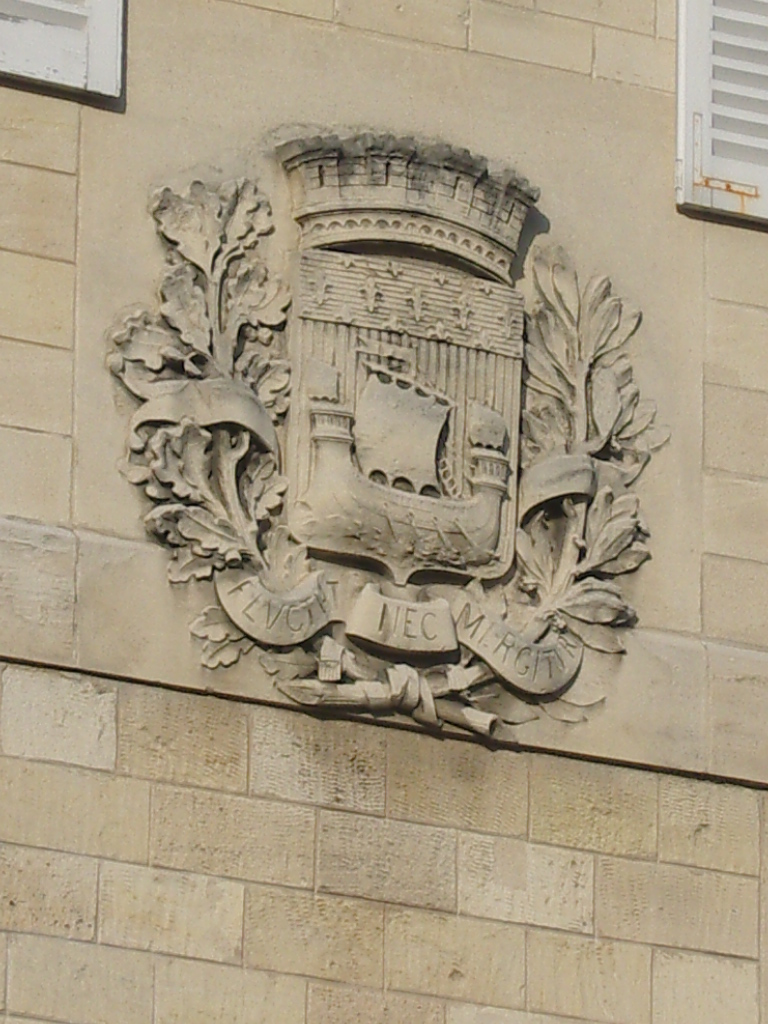
Un altro stemma, con i rami, sulla scuola di rue Damesme, Parigi 13e.
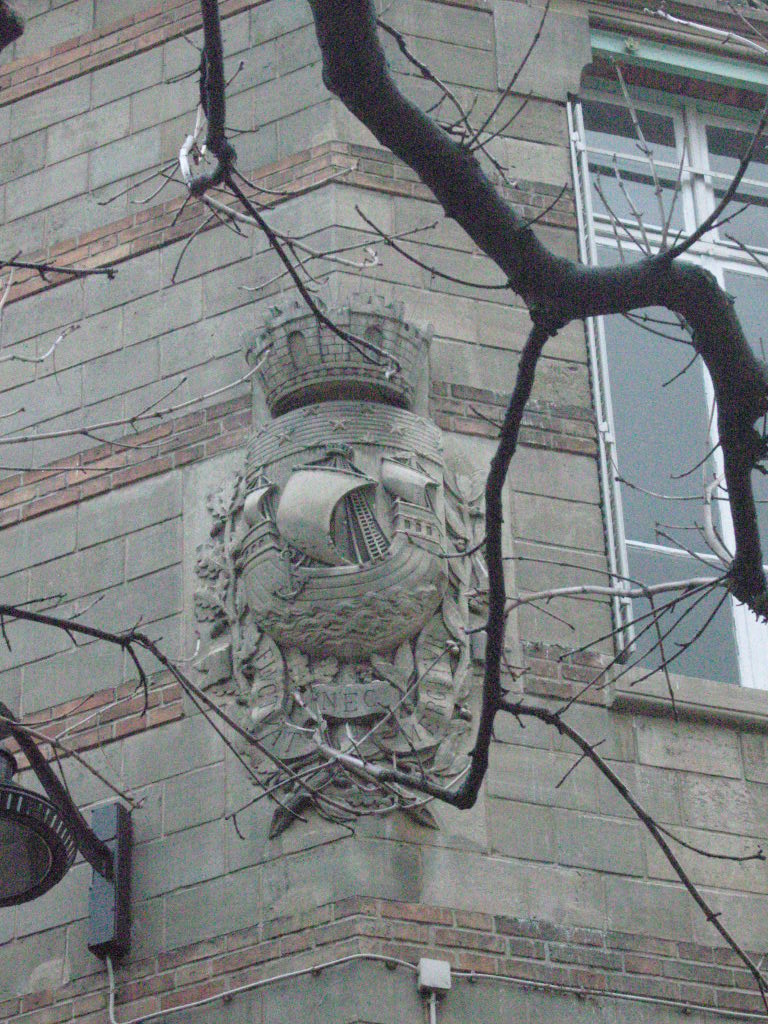
Blasone dell'epoca di Luigi-Filippo, con le stelle al posto dei tradizionali gigli.
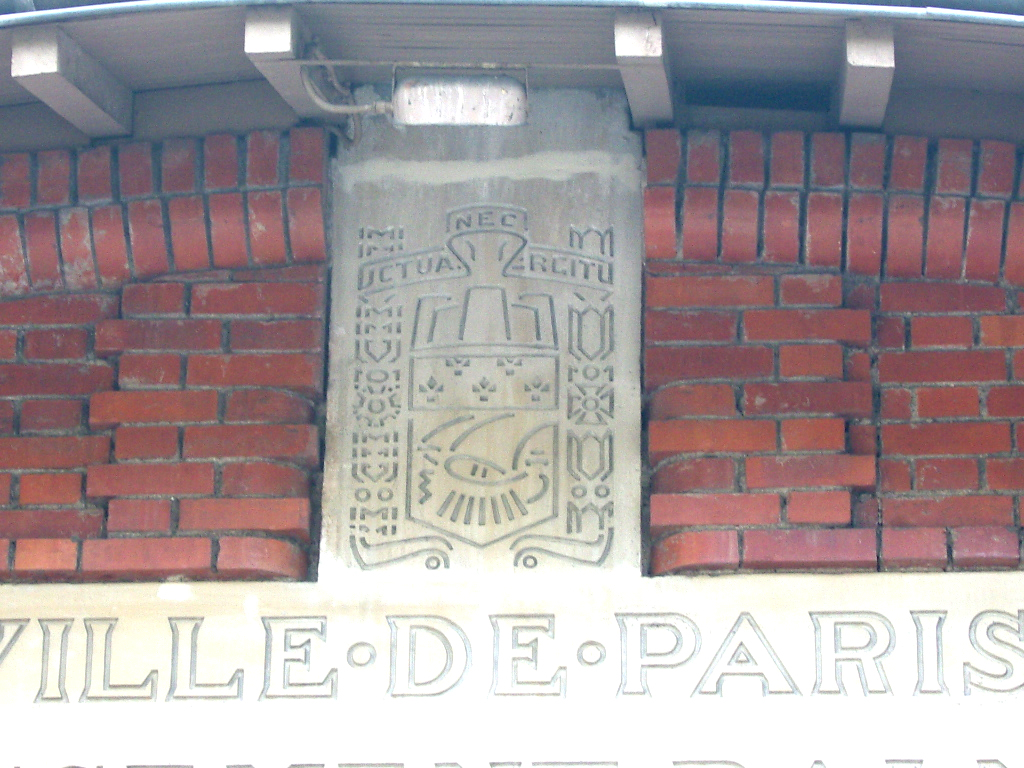
Blasone molto differente scolpito sul frontone della piscina de la Butte-aux-Cailles, Parigi 13e.
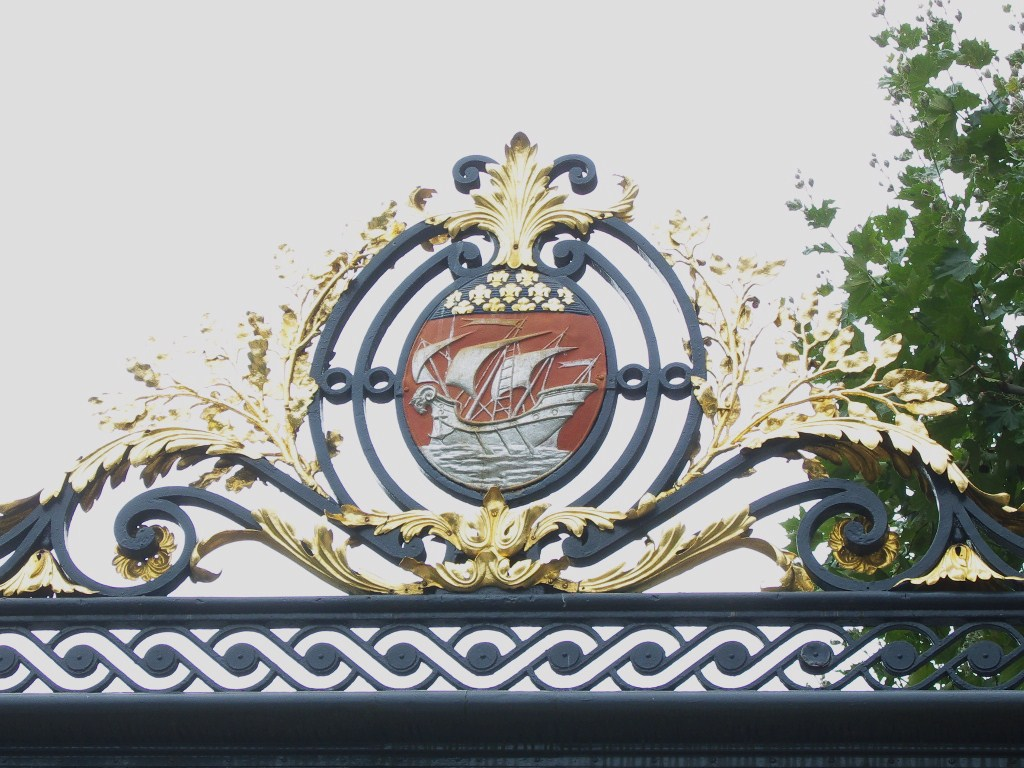
Blasone situato al disopra del cancello d'entrata dell'école Estienne, boulevard Auguste Blanqui, Parigi 13e.
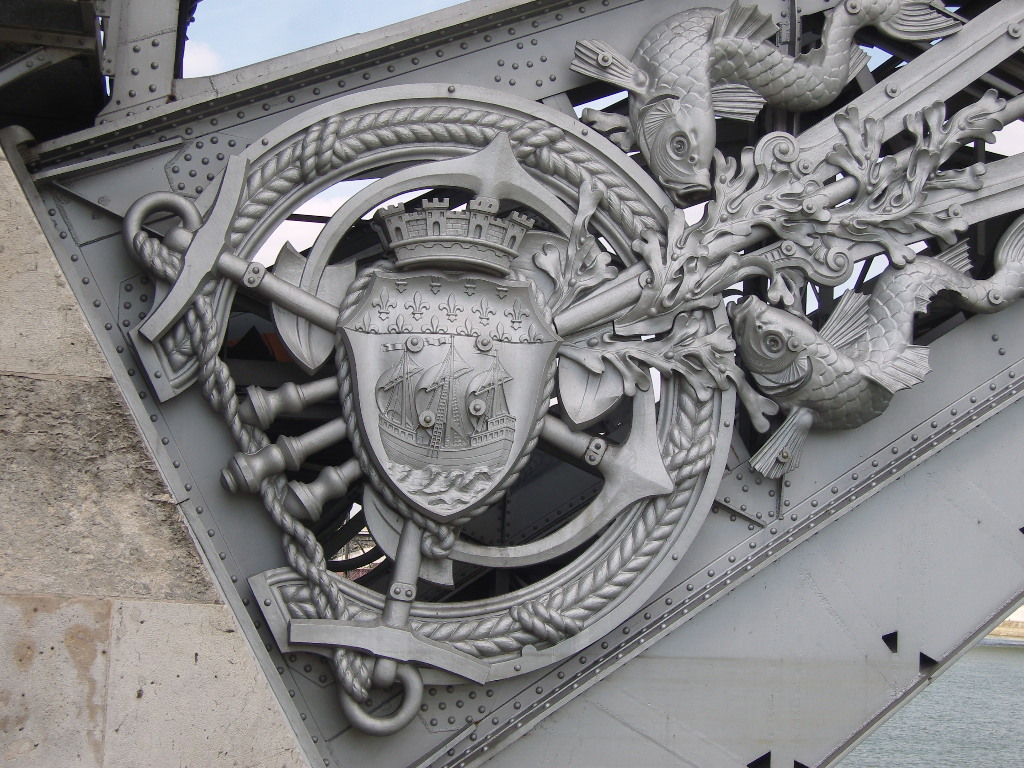
Stemma ornante il viadotto d'Austerlitz, linea 5 del metro, sulla Seine.
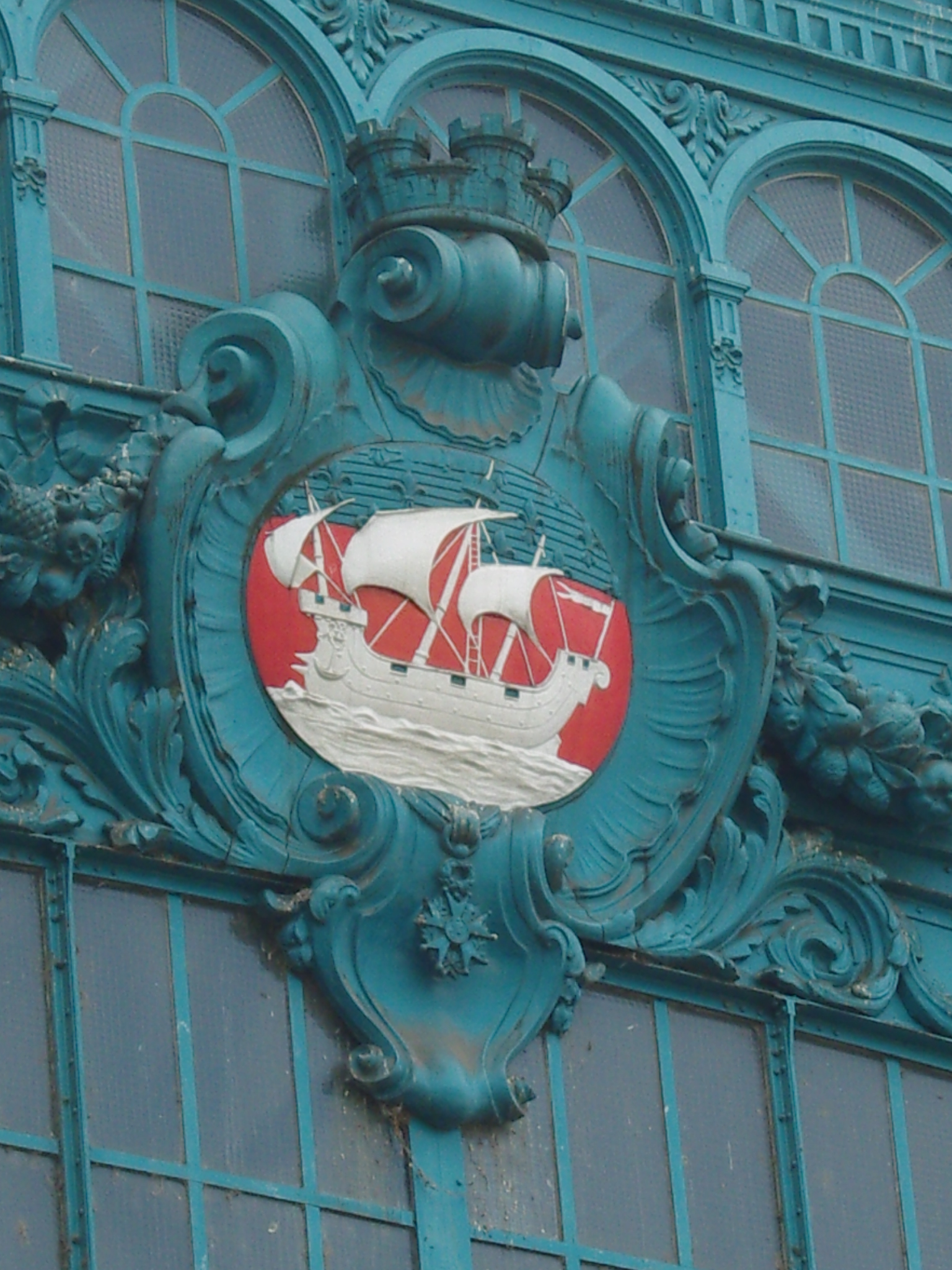
Stemma presso la Gare d'Austerlitz, sulla vetrata dell'entrata nord della linea 5 del metro.
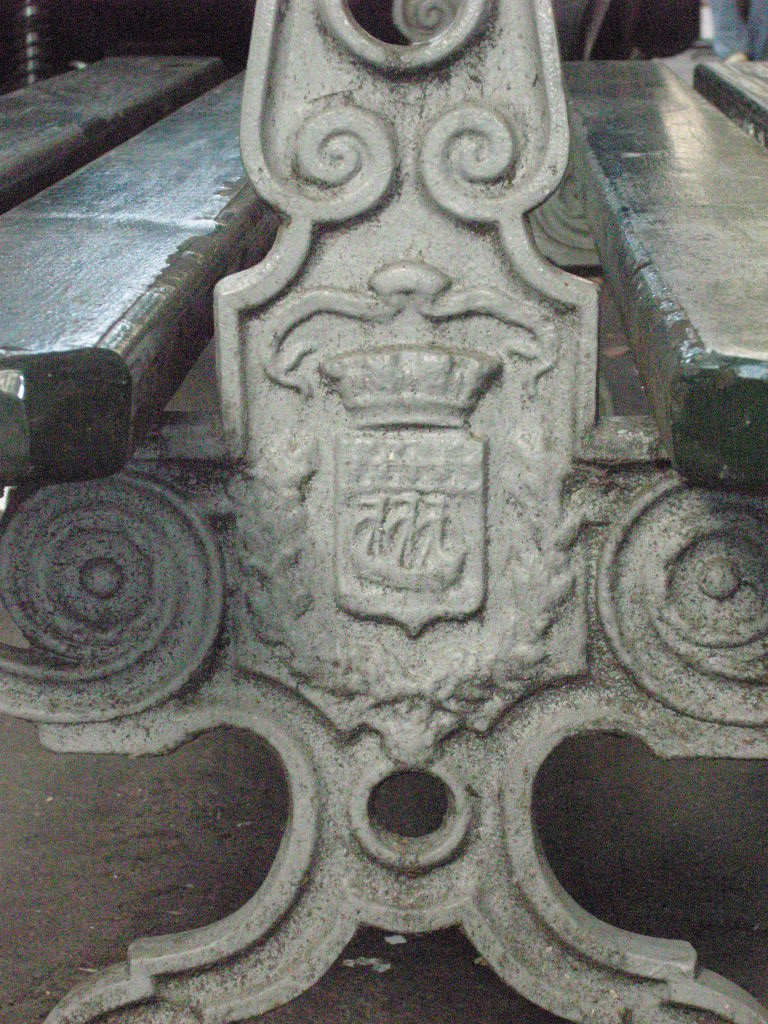
Blasone di Parigi presso una banca pubblica.
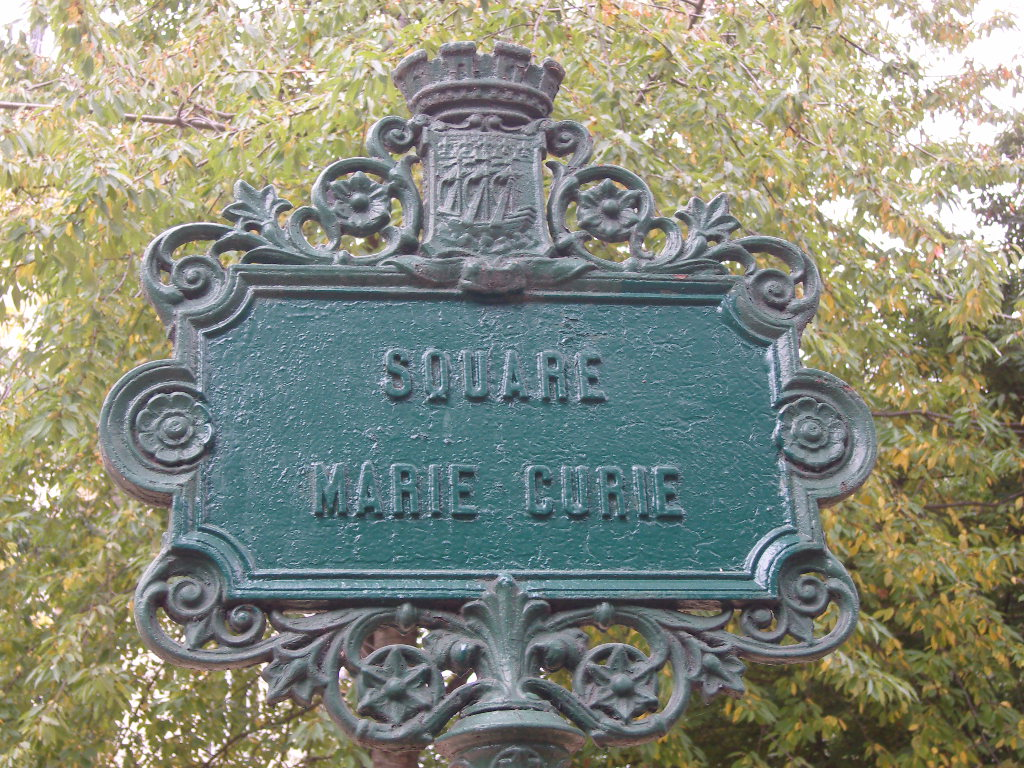
Stemma di Parigi che orna la targa di square Marie-Curie, Parigi 13e.
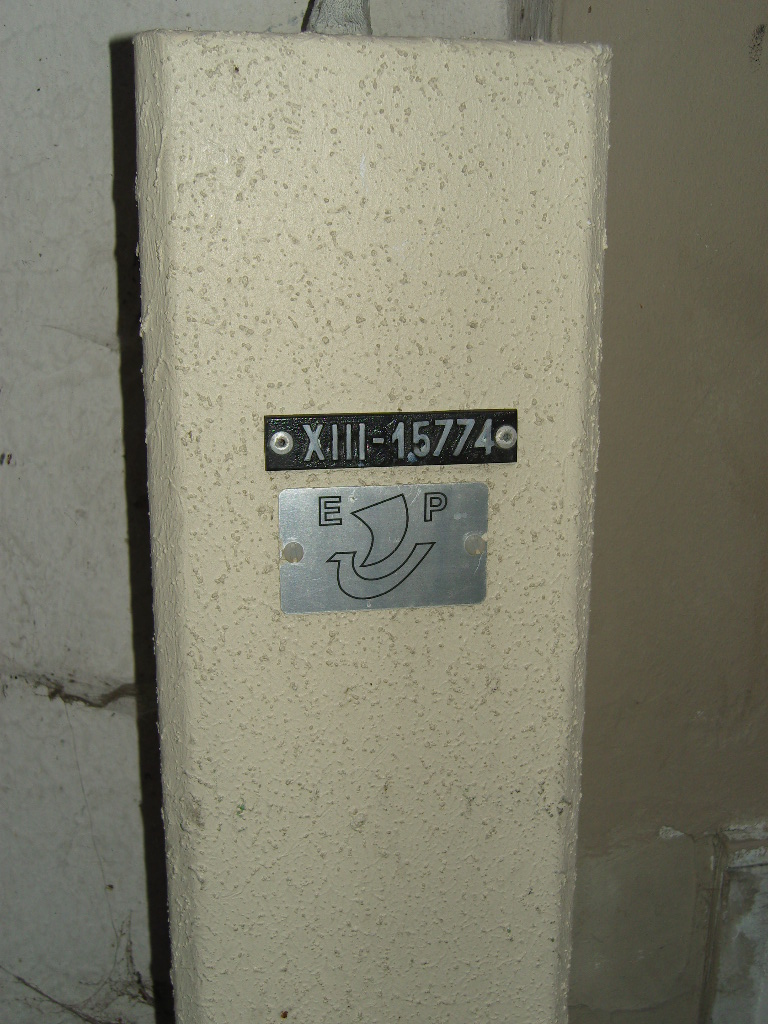
Logo moderno di Parigi su un quadro dell'illumazione pubblica.
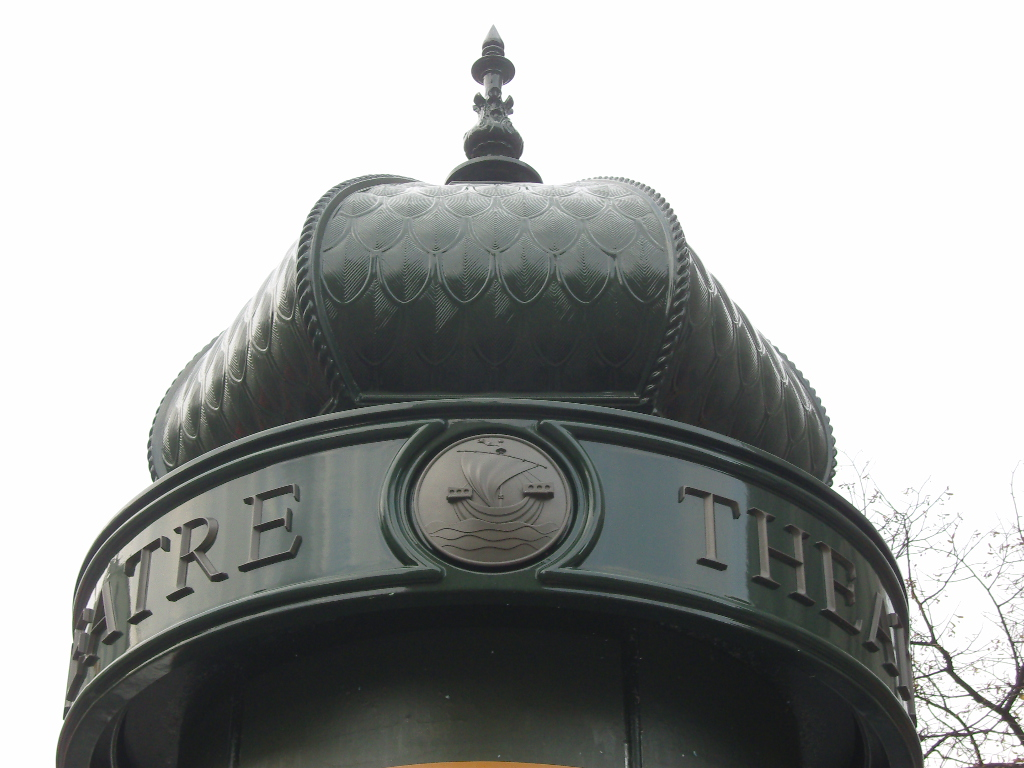
Stemma su una colonna Morris moderna.